# Mulheres soviéticas na Segunda Guerra Mundial

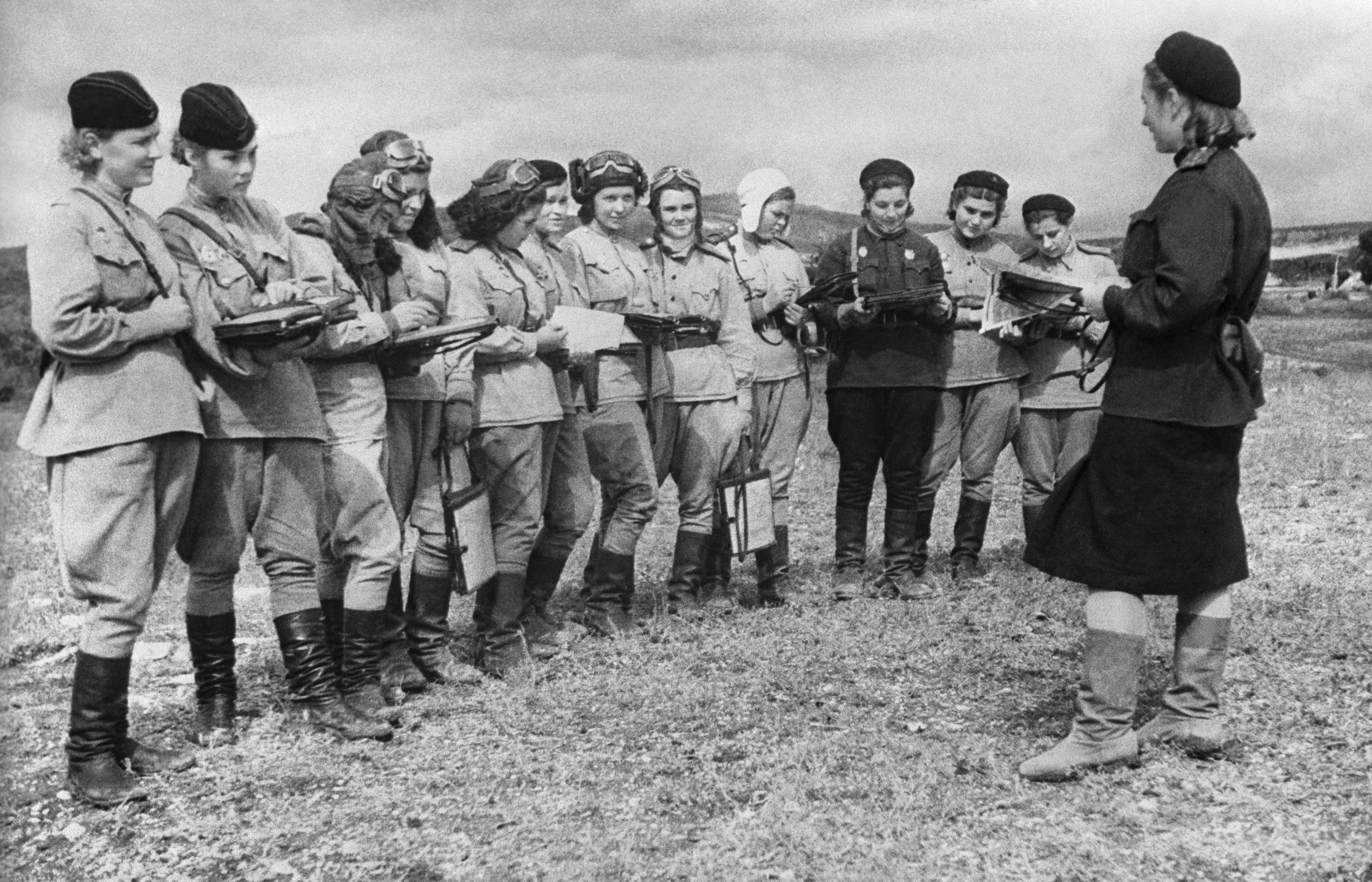
Aviadoras soviéticas do 46º Regimento de Bombardeiros Noturnos da Guarda "Bruxas da Noite", em 1943.

As mulheres soviéticas na Segunda Guerra Mundial desempenharam um papel importante no que ficou conhecido como a Grande Guerra Patriótica na União Soviética, atuando em múltiplos fronts, tais como nas unidades militares oficiais e partisans, na indústria, agricultura, transporte e nas cidades cercadas. As mulheres também atuaram na reprodução social dessas frentes, desde tarefas domésticas em suas residências até funções de alimentação, lavagem de roupas e cuidados de doentes no front militar. Também a representação feminina foi muito usada na propaganda soviética de guerra.
Dos mais de 30 milhões de soldados soviéticos havia quase 1 milhão de mulheres que serviram nas Forças Armadas Soviéticas durante a guerra, sendo 463.503 no Exército Vermelho, 512.161 voluntárias civis no exército e 28 mil partisans. O número de mulheres nas forças armadas soviéticas em 1943 era de 348.309, 473.040 em 1944 e depois 463.503 em 1945. As mulheres foram tradicionalmente recrutadas como médicas e enfermeiras e, inicialmente, serviram em funções de apoio não-combatentes. As perdas foram enormes e a situação se tornou tão crítica que as mulheres foram eventualmente aceitas nas armas de combate. Mulheres foram aceitas em unidades anti-aéreas e em três regimentos de aviação. Mulheres que trabalhavam nas fábricas de tanques, habituadas a dirigi-los e repará-los, foram recrutadas como motoristas e algumas chegaram a comandar veículos e unidades. Ao final da guerra, em 1945, cerca de 10% do efetivo do Exército Vermelho era de mulheres, em sua maioria russas. Do pessoal médico do Exército Vermelho, 40% dos paramédicos, 43% dos cirurgiões, 46% dos médicos, 57% dos assistentes médicos e 100% dos enfermeiros eram mulheres. Na Infantaria, por volta de 40% do efetivo médico era composto por mulheres, as quais frequentemente lutaram ferozmente para defender os seus feridos. Quase 200.000 foram condecoradas e 89 delas receberiam a mais alta condecoração da URSS, o título de Herói da União Soviética, dentre as quais algumas serviram como pilotos, snipers, operadoras de metralhadoras e guerrilheiras, bem como em funções auxiliares.
Apesar da campanha de militarização na década de 1930, feita por meio de periódicos, literatura e cinema, quando ocorre a invasão alemã, e, 22 de junho de 1941, não é permitido pelo governo que as mulheres se voluntariem a postos militares. Quando ocorre, como foi o caso de Liudmila Pavlitchenko, eram excessões ou grupos ainda não-oficiais, como os partisans. As mulheres tiveram, assim, que "lutar para lutar". Assim, em 1942, após perdas massivas em face da Operação Barbarossa e pressões de mulheres - tais como a aviadora Marina Raskova, que era próxima de Stálin e recebia pedidos de outras mulheres, elas foram aceitas oficialmente nas forças armadas. Cerca de 1/3 das quase 1 milhão de mulheres que foram ao front militar foram treinadas para combate, algo único na história da Segunda Guerra Mundial e da humanidade.

## Aviação

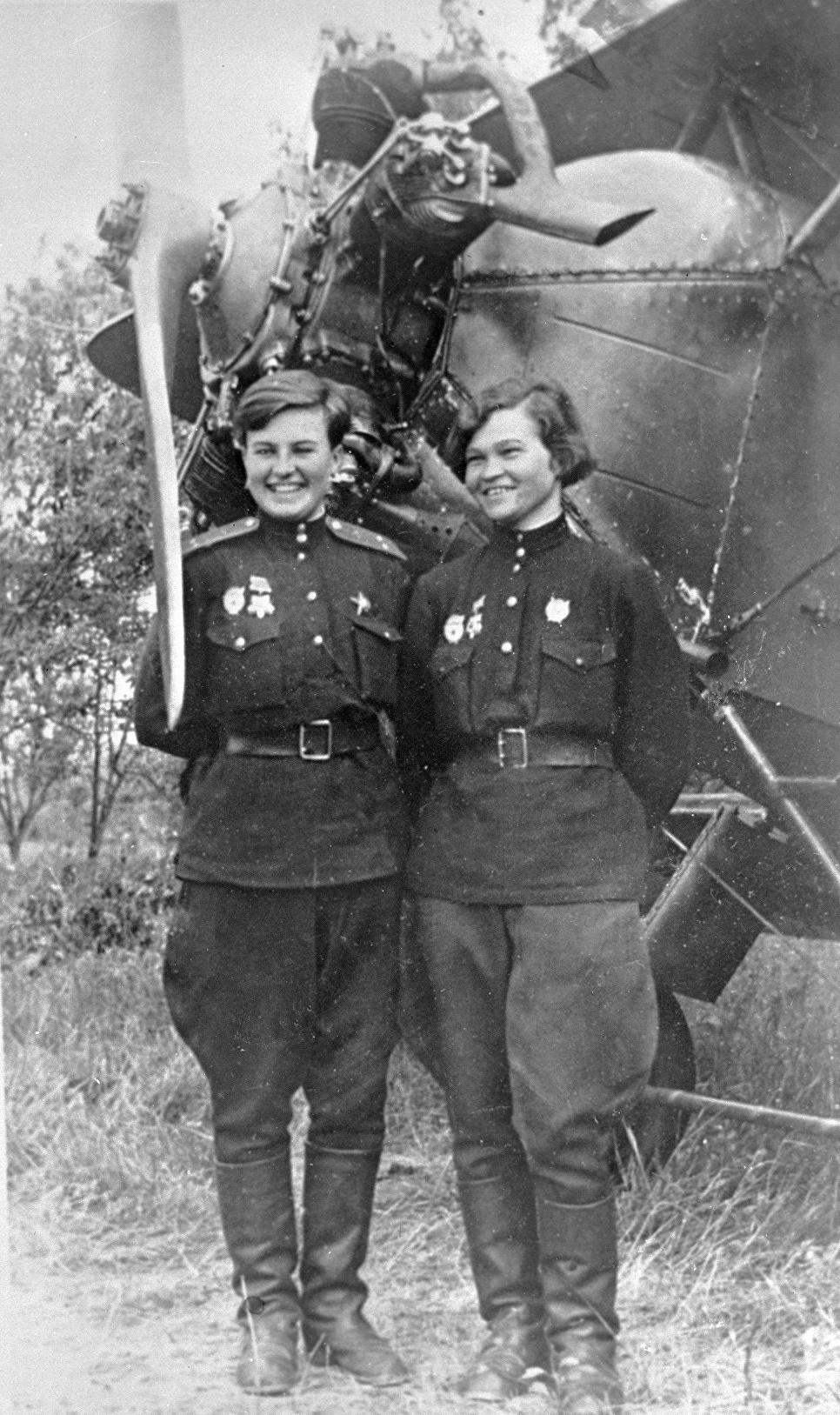
As Bruxas da Noite Tenente da Guarda Natalya Fedorovna Meklin (Kravtsova) e a Tenente Júnior da Guarda Irina Fedorovna Sebrova em 1943. Ambas se tornariam Heroínas da União Soviética em 1945.

Para as aviadoras soviéticas, Marina Raskova, uma famosa aviadora soviética, ocasionalmente chamada de "Amelia Earhart russa", foi fundamental para essa mudança. Raskova tornou-se famosa como piloto e navegadora na década de 1930. Ela foi a primeira mulher a se tornar navegadora na Força Aérea Vermelha em 1933. Um ano depois, ela começou a lecionar na Academia Aérea Zhukovsky, também uma estreia para uma mulher. Quando a Segunda Guerra Mundial eclodiu, inúmeras mulheres receberam treinamento como pilotos e muitas se voluntariaram imediatamente. Embora não houvesse restrições formais para mulheres servirem em funções de combate, seus pedidos tendiam a ser bloqueados, passar por burocracia, etc., pelo maior tempo possível, a fim de desencorajá-las de participar de combates. Raskova é creditada por usar suas conexões pessoais com Joseph Stalin para convencer as forças armadas a formarem três regimentos de combate para mulheres. As mulheres não seriam apenas pilotos, mas também a equipe de apoio e os engenheiros desses regimentos eram mulheres. Embora todos os três regimentos tivessem sido planejados para ter exclusivamente mulheres, apenas o 588º permaneceria um regimento exclusivamente feminino. A União Soviética foi a primeira nação a permitir que mulheres pilotos voassem em missões de combate.  Esses regimentos, com uma força de quase cem aeronautas, realizaram um total combinado de mais de 30.000 missões de combate, produziram pelo menos vinte Heroínas da União Soviética e incluíam duas ases da caça. Esta unidade militar foi inicialmente chamada de Grupo de Aviação 122 enquanto os três regimentos recebiam treinamento. Após o treinamento, os três regimentos receberam suas designações formais da seguinte forma:
- 586º Regimento de Aviação de Caça: Esta unidade foi a primeira a participar do combate (16 de abril de 1942) dos três regimentos femininos e participou de 4.419 missões de combate (125 batalhas aéreas e 38 abates). Lydia Litvyak e Yekaterina Budanova foram designadas para a unidade antes de se juntarem ao 437º IAP na luta por Stalingrado e se tornaram as duas únicas ases da aviação feminina do mundo (com 5 cada, embora a propaganda soviética afirme 12 e 11 vitórias, respectivamente), ambas pilotando o caça Yak-1.

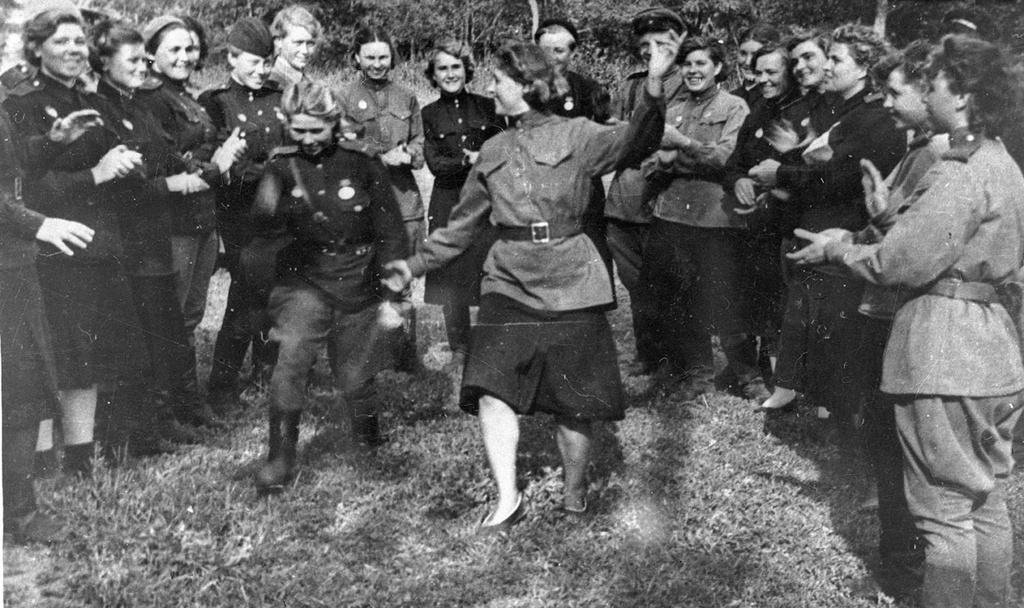
46º Regimento de Aviação de Bombardeiros Noturnos da Guarda Taman: Este foi o mais conhecido dos regimentos e era comandado por Yevdokiya Bershanskaya. Originalmente, começou a servir como 588º Regimento de Bombardeiros Noturnos, mas foi redesignado em fevereiro de 1943, como reconhecimento pelo serviço que totalizaria quase 24.000 missões de combate até o fim da guerra. A aeronave deles era o Polikarpov Po-2, um biplano ultrapassado. No entanto, foram os alemães que lhes deram o nome pelo qual são mais conhecidas: As Bruxas da Noite.
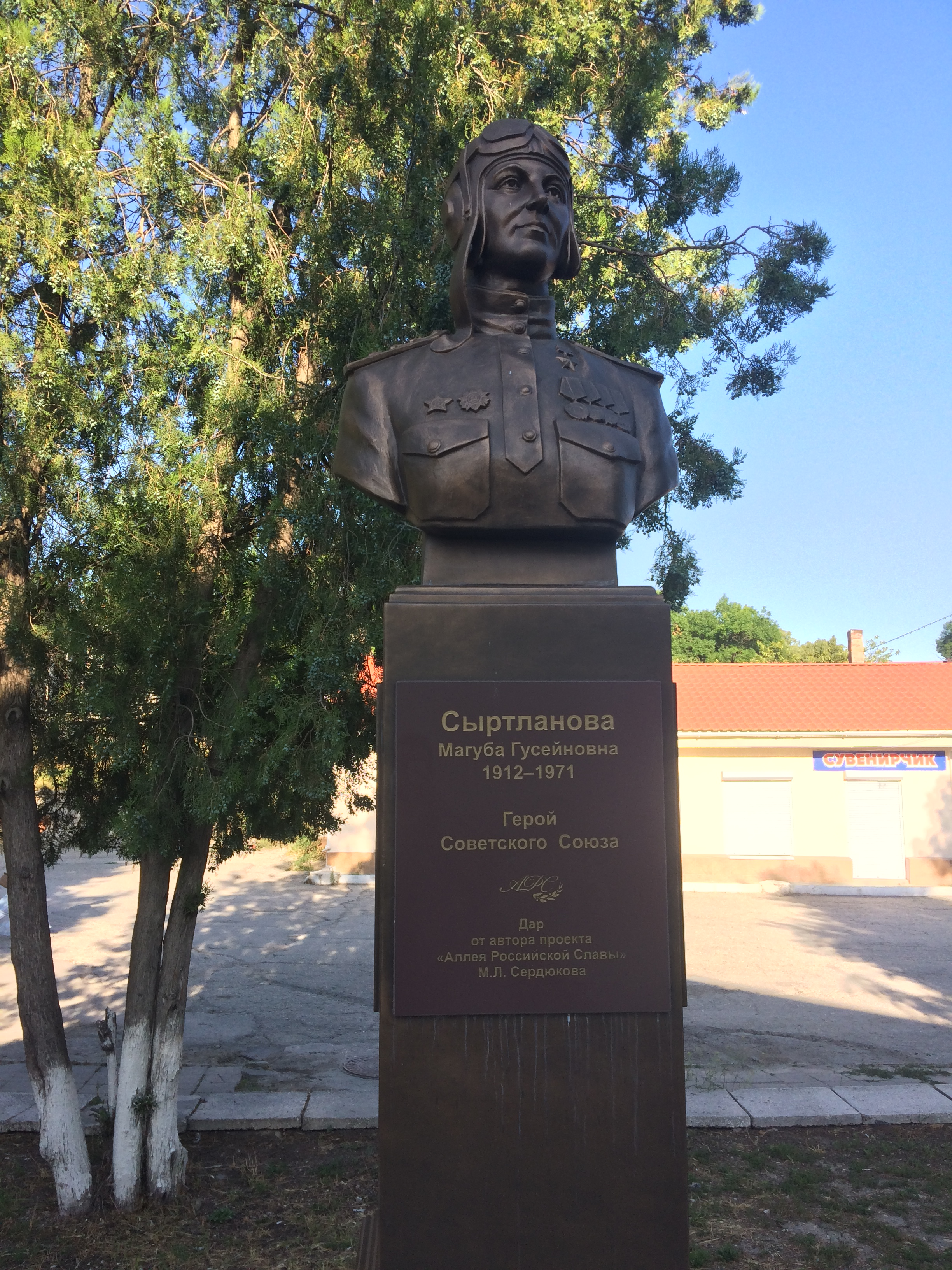
Busto da aviadora Maguba Syrtlanova em Belogorsk.
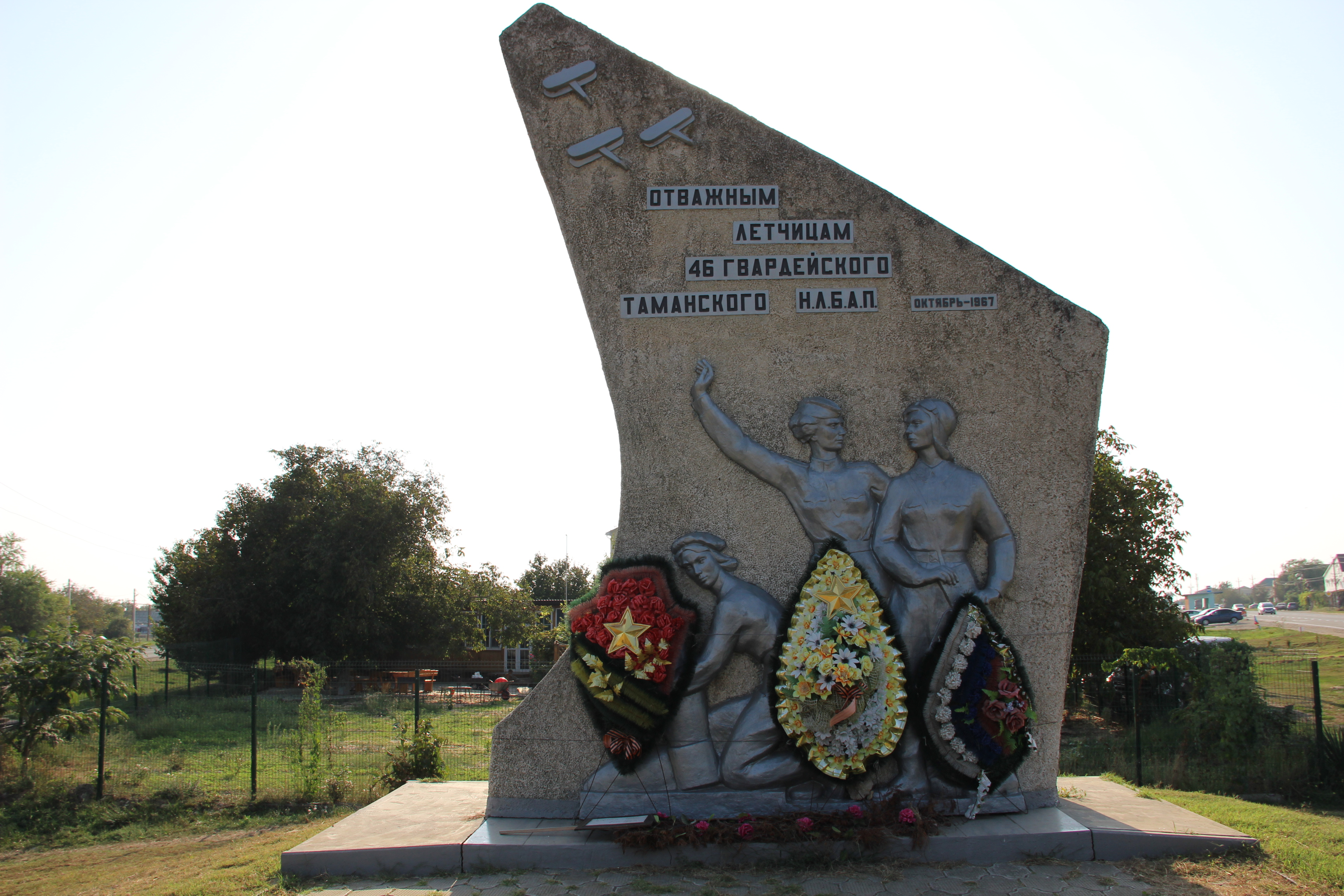
Placa memorial às mulheres pilotos que morreram durante a Grande Guerra Patriótica em Peresyp, no distrito de Temryuk.

- 125º Regimento de Aviação de Bombardeiros da Guarda: Marina Raskova comandou esta unidade até sua morte em combate, e então a unidade foi designada para Valentin Markov. Começou a servir como o 587º Regimento de Aviação de Bombardeiros até receber a designação de Guardas em setembro de 1943.  - Pilotos "Bruxas da Noite" em momentos de descanso, em Novorossiysk, em 1943.
  - Busto da aviadora Maguba Syrtlanova em Belogorsk.
  - Placa memorial às mulheres pilotos que morreram durante a Grande Guerra Patriótica em Peresyp, no distrito de Temryuk.

## Infantaria

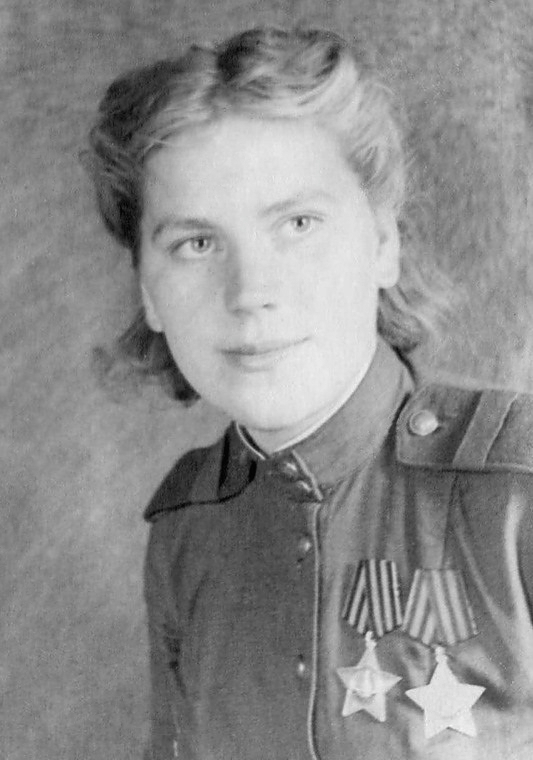
Roza Shanina se formou na Escola Central de Mulheres para Treinamento de Atiradores de Elite e foi responsável por 54 mortes confirmadas e 59 prováveis.

A União Soviética destacou mulheres como atiradoras de elite e em diversas funções de infantaria. Entre 1941 e 1945, um total de 2.484 atiradoras soviéticas atuaram nessa função, das quais cerca de 500 sobreviveram à guerra. O total combinado de mortes reivindicadas é de pelo menos 11.000. As snipers mais famosos durante a guerra incluíram Lyudmila Pavlichenko, que ganha fama internacional, e Roza Chanina, que morre defendendo seu superior.
As mulheres frequentemente serviam como militares médicos e de comunicações, bem como – em pequenos números – como operadoras de metralhadoras, oficiais políticas, motoristas de tanques e em outras partes da infantaria. Manshuk Mametova foi uma operadora de metralhadora do Cazaquistão e foi a primeira mulher asiática a receber o título de Heroína da União Soviética. Mariya Oktyabrskaya e Aleksandra Samusenko eram motoristas de tanques. Tatyana Kostyrina teve mais de 120 abates e comandou um batalhão de infantaria em 1943, após a morte de seu comandante. Antes de sua dissolução em 1944, a 1ª Brigada Separada de Fuzileiros Voluntários Femininos mobilizou milhares de mulheres em diversas funções de combate.
Mulheres tripulavam a maioria das baterias antiaéreas empregadas em Stalingrado. Algumas baterias, incluindo o 1077º Regimento Antiaéreo, também se envolveram em combate terrestre.

Em resposta às altas baixas sofridas pelos soldados homens, Stalin permitiu o planejamento que substituiria homens por mulheres na segunda linha de defesa, tais como guarnecendo canhões antiaéreas e assistência médica. Elas forneciam portas de entrada pelas quais as mulheres podiam gradualmente se envolver em combate. Por exemplo, as mulheres representavam 43% dos médicos, que às vezes eram obrigadas a carregar fuzis para resgatar os homens das zonas de tiro. Por meio de pequenas oportunidades como essa, as mulheres gradualmente ganharam credibilidade nas forças armadas, chegando a atingir 500.000 em qualquer momento próximo ao fim da guerra.

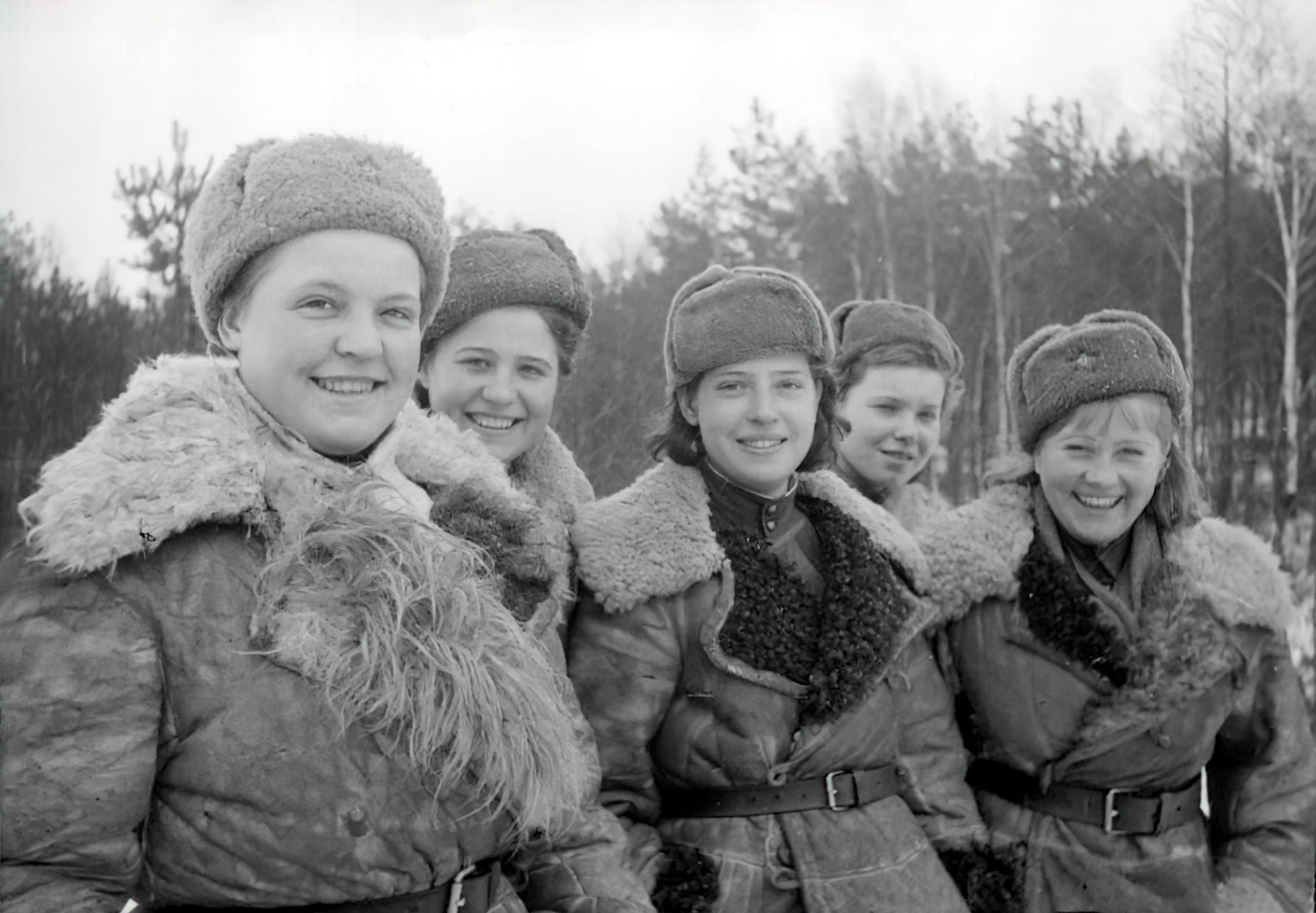
Um grupo de atiradoras de elite da 2ª Frente Báltica. Da esquerda para a direita: Sargento Alexandra Nikolaevna Shlyakhova, Cabo Lidiya Prokofyevna Vetrova, Cabo Nina Pavlovna Belobrova, Cabo Iya Ilyinichna Galievskaya e Cabo Vera Ivanovna Artamonova.
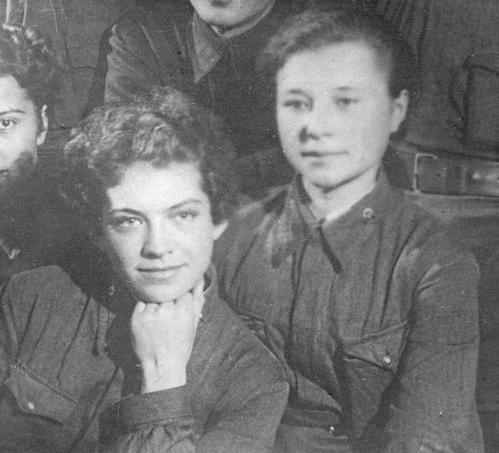
As atiradoras Natalya Kovshova e Mariya Polivanova se tornaram heroínas póstumas da União Soviética após cometerem suicídio em batalha para evitar a captura pelas forças alemãs.
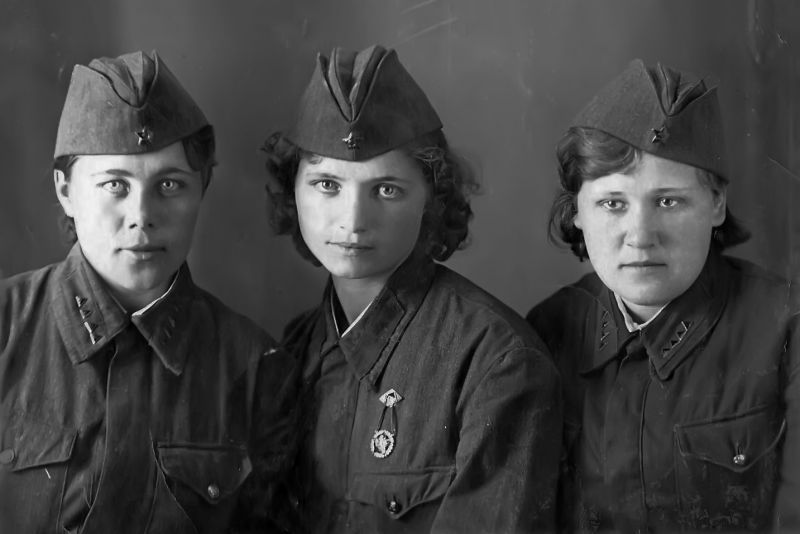
A Sargento-mor Anna Fedorovna Derzhavina (10/07/1922 – 25/02/2012, à esquerda) com suas amigas da linha de frente.
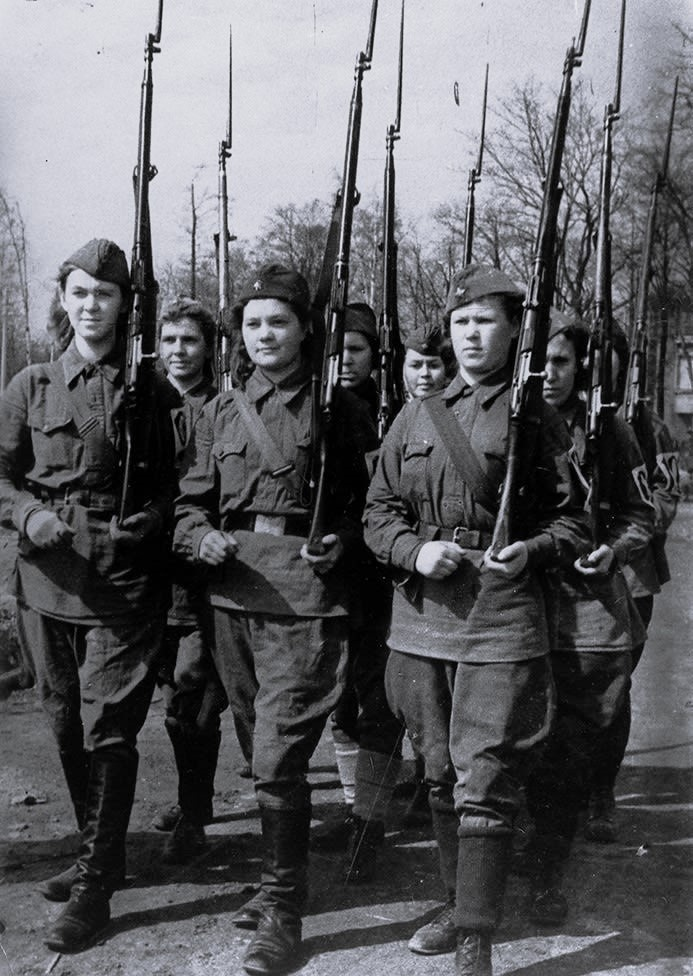
Uma das unidades femininas dos centros de treinamento militar do distrito de Vasileostrovsky, em Leningrado, a caminho das competições municipais.

## Partisans

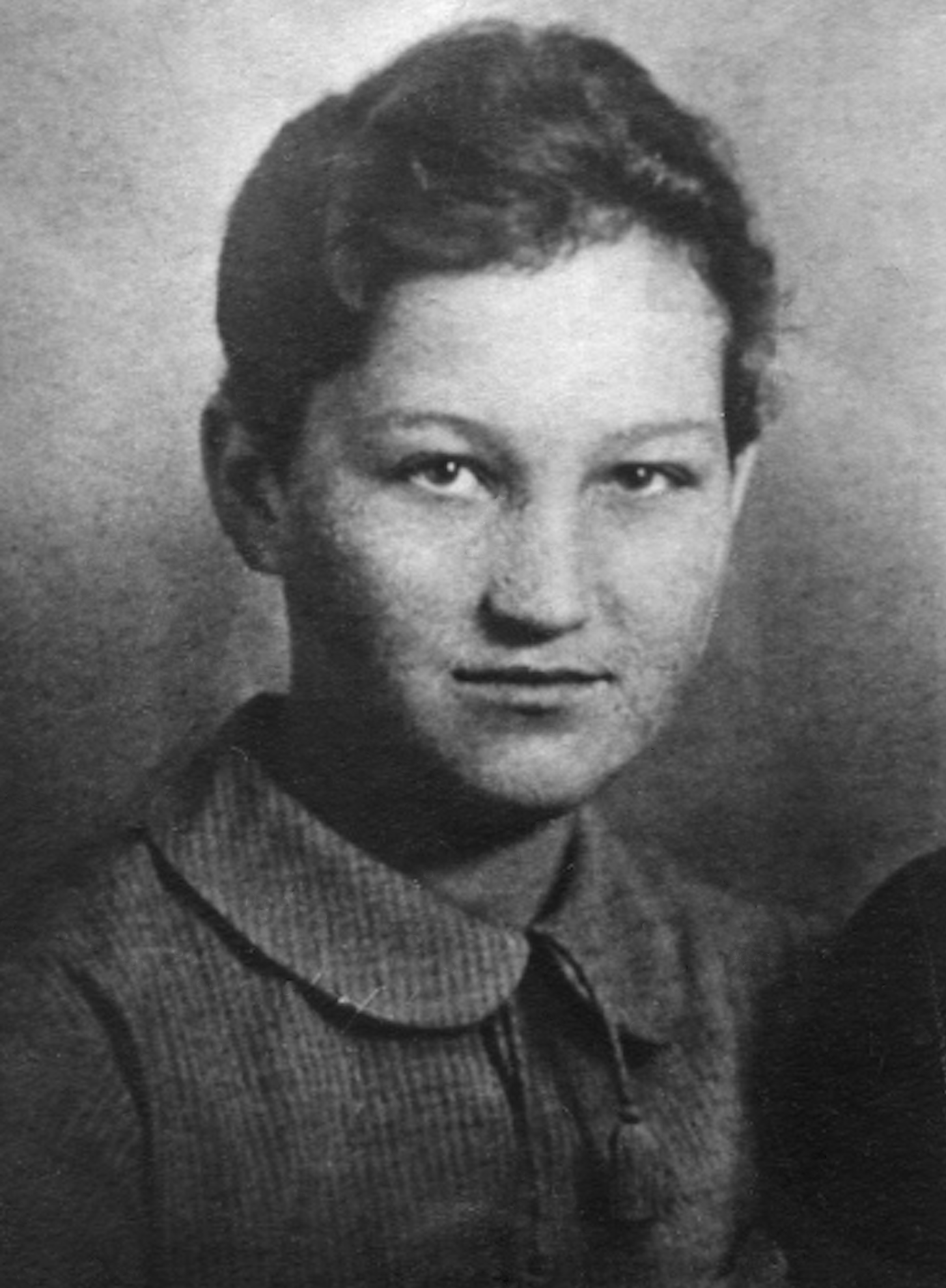
A partisan Zoya Kosmodemyanskaya, uma das guerrilheiras mais celebradas da mídia soviética.

As mulheres constituíam um número significativo de partisans soviéticos. Uma das mais famosas foi Zoya Kosmodemyanskaya. Em outubro de 1941, ainda com 18 anos, estudante do ensino médio em Moscou, ela se voluntariou para uma unidade guerrilheira. Na aldeia de Obukhovo, perto de Naro-Fominsk, Kosmodemyanskaya e outros guerrilheiros cruzaram a linha de frente e entraram no território ocupado pelos alemães. Ela foi presa pelos nazistas em uma missão de combate perto da vila de Petrischevo, no Oblast de Moscou, no final de novembro de 1941. Kosmodemyanskaya foi barbaramente torturada e humilhada, mas não revelou os nomes de seus companheiros nem seu nome verdadeiro (alegando que era Tanya). Ela foi enforcada em 29 de novembro de 1941. Foi alegado que, antes de sua morte, Kosmodemyanskaya fez um discurso com as palavras finais: "Somos duzentos milhões; vocês não podem enforcar todos nós!" Kosmodemyanskaya foi a primeira mulher a se tornar Heroína da União Soviética durante a guerra, em 16 de fevereiro de 1942. Após sua morte, o impacto cultural de sua imagem colaborou para criar algo próximo de um culto em torno dela, tendo sido imortalizada em livros, filmes e outras formas culturais.
A mulher mais jovem a se tornar uma Heroína da União Soviética também foi uma combatente da resistência, Zinaida Portnova. Em janeiro de 1944, ela foi capturada. Ela atirou em um de seus captores enquanto tentava escapar, mas foi capturada e morta pouco antes de completar 18 anos. Em 1958, Portnova foi postumamente nomeada Heroína da União Soviética, há um monumento a ela na cidade de Minsk e alguns destacamentos do movimento pioneiro juvenil receberam seu nome.

## Bibliografia

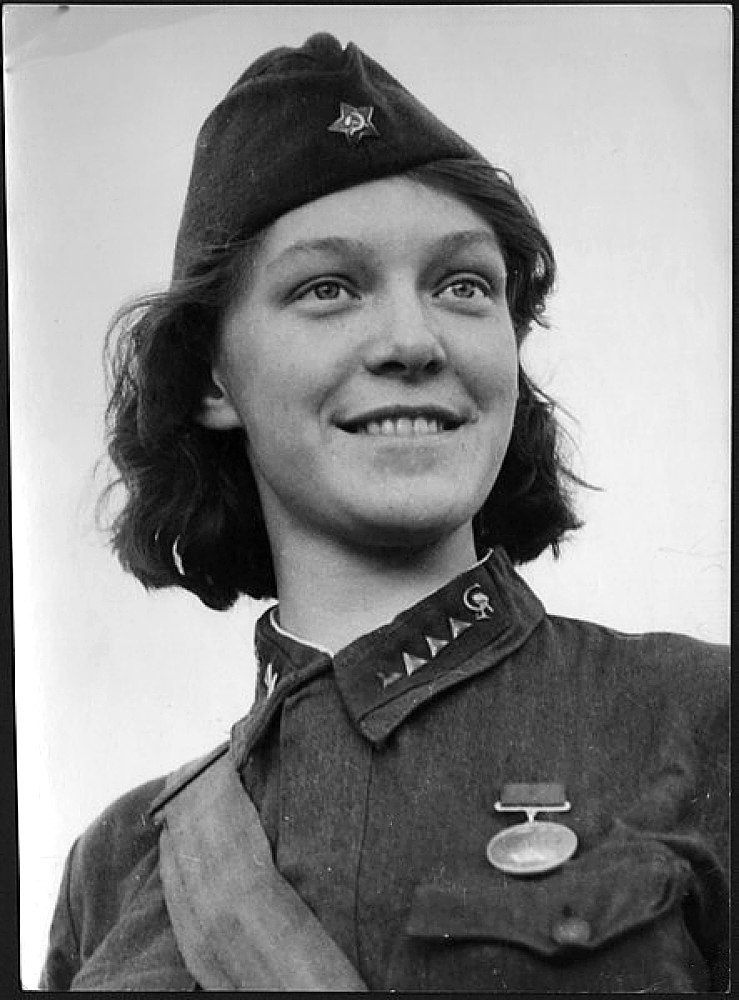
A instrutora médica Vera Lebedeva transportou mais de 100 soldados feridos, com as suas armas, para fora do campo de batalha. Vera participou de oito ataques e é creditada por matar quatro alemães, que ela baleou enquanto protegia os feridos. Por seu heroísmo e coragem em batalha, foi condecorada com a Ordem de Lenin e a Medalha "Pela Coragem".

### Livros
- Aleksiévitch, Svetlana (2016). A guerra não tem rosto de mulher. Traduzido por Cecília Rosas. São Paulo: Companhia das Letras. 392 páginas. ISBN 978-8543806181. OCLC 1110424284
- Aleksievich, Svetlana (2022). A guerra não tem rosto de mulher. Traduzido por Galina Mitrakhovich. Lisboa: Elsinore. 400 páginas. ISBN 978-9896237806. OCLC 1345580625
- Alexievich, Svetlana (2017). The Unwomanly Face of War: An Oral History of Women in World War II (em inglês). Traduzido por Richard Pevear e Larissa Volokhonsky. Nova York: Random House. 384 páginas. ISBN 978-0399588730. OCLC 1002902483
- Goscilo, Helena; Hashamova, Yana (eds.). Embracing Arms: Cultural Representation of Slavic and Balkan Women in War (em inglês). Budapeste: Central European University Press. 293 páginas. ISBN 978-6155225093. OCLC 815970239
- Pennington, Reina (2001). Wings, Women, and War: Soviet Airwomen in World War II Combat (em inglês). Lawrence, Kansas: University Press of Kansas. 304 páginas. ISBN 978-0700615544. OCLC 153580082
- Dombrowski, Nicole Ann, ed. (1999). Women and War in the Twentieth Century: Enlisted with Or Without Consent. Col: Garland Reference Library of the Humanities, volume 13. Nova York: Garland. 377 páginas. ISBN 978-0815322870. OCLC 39515640
- Reese, Roger R. (2011). Why Stalin's Soldiers Fought: The Red Army's Military Effectiveness in World War II. Col: Modern War Studies (em inglês). Lawrence, Kansas: University Press of Kansas. 386 páginas. ISBN 978-0700617760. OCLC 681500338
- Strebe, Amy Goodpaster (2007). Flying for Her Country: The American and Soviet Women Military Pilots of World War II (em inglês). Westport, Connecticut: Praeger Security International. 144 páginas. ISBN 978-1567206722. OCLC 232550225

### Periódicos
- Harris, Adrienne (8 de dezembro de 2022). «The Myth of the Woman Warrior and World War II in Soviet Culture». Academia.edu. University of Kansas (em inglês): 326. OCLC 688477152. Consultado em 17 de agosto de 2025
- Bergman, Jay (1998). «Valerii Chkalov: Soviet Pilot as New Soviet Man». Journal of Contemporary History (em inglês). 33 (1): 135–152. ISSN 0022-0094. JSTOR 261001. OCLC 9970967149. Consultado em 17 de agosto de 2025
- Paige, Victoria (2022). «The Rouged Army: Soviet Women Soldiers' Counternarratives of the Great Patriotic War». Edward F. Hayes Graduate Research Forum 2022 (em inglês): 49. Consultado em 17 de agosto de 2025
- Cózar, Irene Sánchez (5 de abril de 2022). «The Invisible Combatants of World War II: Soviet Female Soldiers in the Socialist State». Global Strategy Report (em inglês) (11). ISSN 2695-8937. Consultado em 17 de agosto de 2025
- Campbell, D'Ann. "Women in Combat: The World War Two Experience in the United States, Great Britain, Germany, and the Soviet Union" Journal of Military History (April 1993), 57:301–323.
- Cottam, K. Jean, ed. The Golden-Tressed Soldier (Manhattan, KS, Military Affairs/Aerospace Historian Publishing, 1983) on Soviet women
- Cottam, K. Jean. Soviet Airwomen in Combat in World War II (Manhattan, KS: Military Affairs/Aerospace Historian Publishing, 1983)
- Cottam, K. Jean. "Soviet Women in Combat in World War II: The Ground Forces and the Navy," International Journal of Women's Studies, 3, no. 4 (1980): 345–57
- Eglitis, Daina, and Vita Zelče. "Unruly actors: Latvian women of the Red Army in post-war historical memory." Nationalities Papers (2013) 41#6 pp: 987–1007.
- Erickson, J. "Soviet women at War" in J. Garrard and C. Garrard, eds., World War II and the Soviet People (St Martin's Press, 2002)
- Harris, Adrienne M. "After A Youth on Fire: The Woman Veteran in Iulia Drunina's Postwar Poetry." Aspasia (2013) 7#1 pp: 68–91.
- Jug, Steven G. "Red Army romance: Preserving masculine hegemony in mixed gender combat units, 1943–1944." Journal of War & Culture Studies 5#3 (2012): 321–334.
- Krylova, Anna. Soviet Women in Combat: A History of Violence on the Eastern Front (2010) excerpt and text search
- Krylova, Anna. "Stalinist Identity from the Viewpoint of Gender: Rearing a Generation of Professionally Violent Women‐Fighters in 1930s Stalinist Russia." Gender & History 16#3 (2004): 626–653.
- Markwick, Roger D., and Euridice Charon Cardona. Soviet Women on the Frontline in the Second World War (Palgrave Macmillan, 2012)
- Noggle, Anne (1994). A Dance With Death: Soviet Airwomen in World War II. College Station, Texas: Texas A&M University Press
- Pennington, Reina. Wings, Women, and War: Soviet Airwomen in World War II Combat  (2007) excerpt and text search ISBN 0-7006-1145-2
- Pennington, Reina. "Offensive Women: Women in Combat in the Red Army in the Second World War" Journal of Military History (2010) 74#3 pp 775–820, with full bibliography
- Strebe, Amy Goodpaster. Flying for Her Country: The American and Soviet Women Military Pilots of World War II (Praeger Security International, 2007).
- Timofeeva-Egorova, Anna. Over Fields of Fire: Flying the Sturmovik in Action on the Eastern Front, 1942–45 (Helion & Company, 2010).
- Timofeeva-Egorova, Anna. Red Sky, Black Death: A Soviet Woman Pilot's Memoir of the Eastern Front (Slavica Publishers, 2009).
- Yenne, Bill. The White Rose of Stalingrad: The Real-Life Adventure of Lidiya Vladimirovna Litvyak, the Highest Scoring Female Air Ace of All Time (Osprey Publishing, 2013).